# Cohors I Ituraeorum (Syria)
Die Cohors I Ituraeorum [sagittariorum oder sagittaria] (deutsch 1. Kohorte aus Ituräa [der Bogenschützen]) war eine römische Auxiliareinheit. Sie ist durch Militärdiplome belegt.

## Namensbestandteile
- Ituraeorum: aus Ituräa. Die Soldaten der Kohorte wurden bei Aufstellung der Einheit auf dem Gebiet von Ituräa rekrutiert.

- sagittariorum oder sagittaria: der Bogenschützen.

Da es keine Hinweise auf die Namenszusätze milliaria (1000 Mann) und equitata (teilberitten) gibt, ist davon auszugehen, dass es sich um eine reine Infanterie-Kohorte, eine Cohors (quingenaria) peditata, handelt. Die Sollstärke der Einheit lag bei 480 Mann, bestehend aus 6 Centurien mit jeweils 80 Mann.

## Geschichte
Die Kohorte war in den Provinzen Syria und Dacia stationiert. Sie ist auf Militärdiplomen für die Jahre 88 bis 110 n. Chr. aufgeführt.
Der erste Nachweis der Einheit in der Provinz Syria beruht auf Diplomen, die auf das Jahr 88 datiert sind. In den Diplomen wird die Kohorte als Teil der Truppen (siehe Römische Streitkräfte in Syria) aufgeführt, die in der Provinz stationiert waren. Ein weiteres Diplom, das auf 93 datiert ist, belegt die Einheit in derselben Provinz.
Der erste Nachweis der Einheit in Dacia beruht auf einem Diplom, das auf das Jahr 109 datiert ist. In dem Diplom wird die Kohorte als Teil der Truppen (siehe Römische Streitkräfte in Dacia) aufgeführt, die in der Provinz stationiert waren. Ein weiteres Diplom, das auf 110 datiert ist, belegt die Einheit in derselben Provinz.

## Standorte
Standorte der Kohorte in Dacia waren möglicherweise:
- Moigrad (Porolissum)
- Romita (Certia)

Bei Moigrad und Romita wurden Ziegel mit den Stempeln der Kohorte gefunden.

## Angehörige der Kohorte
Angehörige der Kohorte sind nicht bekannt.

## Weitere Kohorten mit der BezeichnungCohors I Ituraeorum
Es gab noch 3 weitere Kohorten mit der Bezeichnung Cohors I Ituraeorum:
- Cohors I Augusta Ituraeorum: Sie ist durch Militärdiplome von 80 bis 179 belegt und war in den Provinzen Syria, Pannonia und Dacia stationiert.
- Cohors I Ituraeorum (Mauretania Tingitana): Sie ist durch Diplome von 104 bis 162/203 belegt und war in der Provinz Mauretania Tingitana stationiert.
- Cohors I Ituraeorum (Thracia): Sie ist durch Diplome von 88 bis 101 belegt und war in den Provinzen Germania, Moesia, Thracia und Cappadocia stationiert.